# Cmentarz Olszanica
Cmentarz Olszanica – cmentarz we zachodniej części Krakowa założony w 1938 roku jako cmentarz Parafii Matki Bożej Częstochowskiej w Olszanicy.

## Historia
Cmentarz powstał w 1938, obecnie zajmuje około 1 ha powierzchni. Do zabytków należy krzyż na grobie Marii Góralczyk, która była pierwszą osobą pochowaną na cmentarzu. Przy ulicy Olszanickiej znajduje się duży krzyż przy zbiorowej mogile zmarłych podczas epidemii tyfusu w 1907.